# تشارلي ديكسون
تشارلي ديكسون (بالإنجليزية: Charlie Dixon)‏ (22 يوليو 1891 في المملكة المتحدة - ) هو لاعب كرة قدم بريطاني (وحمل سابقاً جنسية المملكة المتحدة لبريطانيا العظمى وأيرلندا) في مركز الظهير. لعب مع نادي ميدلزبره ونادي هارتلبول يونايتد ودارلينجتون إف سى.